# Phoenicococcus marlatti
Phoenicococcus marlatti är en insektsart som beskrevs av Cockerell 1899. Phoenicococcus marlatti ingår i släktet Phoenicococcus och familjen Phoenicococcidae. Inga underarter finns listade i Catalogue of Life.